# 음반 판매량 인증

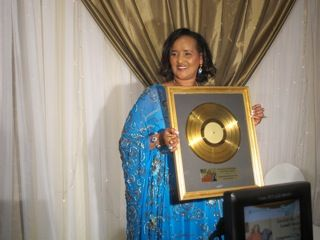

음반 판매량 인증은 앨범, 싱글, DVD 등이 판매된 양을 집계하여 판매량을 인증하는 시스템이다.
많은 국가에서 실시되고 있으며, 대부분의 국가에서 미국 음반 산업 협회에서 사용하는 등급인 골드, 플래티넘, 다이아몬드를 사용하고 있으며, 일부 국가에서는 실버를 사용하기도 한다. "()"표시의 경우 해외 앨범 판매량 인증 기준이다.

## 인증 기준
아래는 음반 판매량 인증을 실시하고있는 대표적인 국가는 미국과 영국이다. 표의 숫자는 실제 판매량이나 출하량이 기준으로 될 수 있는데, 숫자에 도달했을 때 인증하는 기준이다. 인증은 누적해서 부여할 수 있으며, 점점 윗단계 인증을 차례로 받는 것도 가능하다. 어떤 앨범이 플래티넘 인증을 기준을 넘었을 때 예를 들어 미국에서는 100만 장이 플래티넘 인증 기준으로 200만 장에 도달하면 "더블 플래티넘" 또는 "멀티 플래티넘"이라고 말한다.
| 포맷       | 실버    | 골드    | 플래티넘  | 다이아몬드 |
| ---------- | ------- | ------- | --------- | ---------- |
| 앨범       | 100,000 | 500,000 | 1,000,000 | 10,000,000 |
| 싱글       | 100,000 | 500,000 | 1,000,000 | 10,000,000 |
| 뮤직비디오 | 25,000  | 50,000  | 100,000   | N/A        |

| 포맷       | 실버    | 골드    | 플래티넘 |
| ---------- | ------- | ------- | -------- |
| 앨범       | 60,000  | 100,000 | 300,000  |
| 싱글       | 200,000 | 400,000 | 600,000  |
| 뮤직비디오 | N/A     | 25,000  | 50,000   |

## 음반
| 국가/지역                             | 인증 기관                                               | 인증 기준 | 인증 기준       | 인증 기준        | 인증 기준         | 인증 기준 |
| 국가/지역                             | 인증 기관                                               | 실버      | 골드            | 플래티넘         | 다이아몬드        | 인증기반  |
| ------------------------------------- | ------------------------------------------------------- | --------- | --------------- | ---------------- | ----------------- | --------- |
| 아르헨티나                            | 아르헨티나음반영상제작협회 (CAPIF) 2001년 1월 이후 기준 | —         | 20,000          | 40,000           | 250,000           |           |
| 오스트레일리아[I]                     | 오스트레일리아 음반 산업 협회 (ARIA) 1997년 이후 기준   | —         | 35,000          | 70,000           | —                 | 출하량    |
| 오스트리아                            | 국제음반산업협회– 오스트리아 2013년 1월 이후 기준       | —         | 7,500           | 15,000           | —                 |           |
| 벨기에                                | 벨기에 엔터테인먼트 협회 (BEA)                          | —         | 10,000 (15,000) | 20,000 (30,000)  | —                 | 판매량    |
| 브라질                                | 브라질 음반 산업 협회(ABPD) 2010년 1월 이후 기준        | —         | 40,000 (20,000) | 80,000 (40,000)  | 300,000 (160,000) | 판매량    |
| 불가리아                              | 불가리아 음악 제작 협회(BAMP)                           | —         | 15,000 10,000   | 30,000 20,000    | —                 |           |
| 캐나다                                | 뮤직 캐나다                                             | —         | 40,000          | 80,000           | 800,000           | 출하량    |
| 칠레                                  | 국제음반산업협회– 칠레 2010년 9월 이후 기준             | —         | 5,000           | 10,000           | —                 | 출하량    |
| 중국                                  | 국가광파전영전시총국                                    | —         | 20,000 (10,000) | 40,000 (20,000)  | —                 | 판매량    |
| 콜롬비아                              | 콜롬비아 음악 산업 협회 (ASINCOL) 2003년 1월 이후 기준  | —         | 10,000 (5,000)  | 20,000 (10,000)  | 200,000 (100,000) | —         |
| 체코 공화국                           | 국제음반산업협회 – 체코 공화국                          | —         | 6,000 (3,000)   | 12,000 (6,000)   | —                 |           |
| 덴마크[I]                             | IFPI 덴마크 2011년 1월 이후 기준                        | —         | 10,000          | 20,000           | —                 | 출하량    |
| 에콰도르                              | 국제 음반 산업 협회 – 에콰도르                          | —         | 3,000           | 6,000            | —                 |           |
| 핀란드[I]                             | Musiikkituottajat – IFPI 핀란드 2010년 1월 이후 기준    | —         | 10,000          | 20,000           | —                 | 판매량    |
| 프랑스                                | 프랑스 음반 협회 (SNEP) 2009년 7월 이후 기준            | —         | 50,000          | 100,000          | 500,000           | 판매량    |
| 독일[I][III]                          | 독일음악산업협회 (BVMI)                                 | —         | 100,000         | 200,000          | —                 | 출하량    |
| 그리스                                | IFPI 그리스                                             | —         | 6,000 (3,000)   | 12,000 (6,000)   | —                 | 출하량    |
| 홍콩                                  | 국제음반산업협회 – 홍콩 2009년 1월 이후 기준            | —         | 15,000 (7,500)  | 30,000 (15,000)  | —                 | 판매량    |
| 헝가리[IV]                            | 헝가리음반산업협회 (MAHASZ) 2010년 1월 이후 기준        | —         | 5,000 (3,000)   | 10,000 (6,000)   | —                 |           |
| 아이슬란드                            | 국제음반산업협회 – 아이슬란드 2010년 6월 이후 기준      | —         | 5,000           | 10,000           | —                 |           |
| 인도[V]                               | 인도음악산업 (IMI)                                      | —         | 100,000 (4,000) | 200,000 (6,000)  | —                 | 판매량    |
| 인도네시아                            | 인도네시아 음반 산업 협회                               | —         | 35,000 (10,000) | 75,000 (15,000)  | —                 | 판매량    |
| 아일랜드                              | 아일랜드 음악 산업 협회 (IRMA)                          | —         | 7,500           | 15,000           | —                 |           |
| 이스라엘                              | 이스라엘축음산업협회                                    | —         | 15,000 (10,000) | 30,000 (20,000)  | —                 | 출하량    |
| 이탈리아                              | 이탈리아 음반 산업 협회 (FIMI) 2012년 1월 이후 기준     | —         | 30,000          | 60,000           | 600,000           | 판매량    |
| 일본                                  | 일본 레코드 협회 (RIAJ)                                 | —         | 100,000         | 250,000          | 1,000,000 [XIX]   | 출하량    |
| 라트비아                              | 라트비아 음악 산업 협회 (LaMPA)                         | —         | 5,000           | 9,000            | —                 |           |
| 레바논[II]                            | 국제음반산업협회 – 레바논                               | —         | 20,000 (1,000)  | 40,000 (2,000)   | —                 |           |
| 말레이시아[VI]                        | 말레이시아 레코드 협회 (RIM) 2009년 7월 이후 기준       | —         | 7,500           | 15,000           | —                 | 판매량    |
| 멕시코[VII]                           | 멕시코축음제작협회 (AMPROFON) 2009년 7월 이후 기준      | —         | 30,000          | 60,000           | 300,000           | 출하량    |
| 네덜란드[VIII]                        | NVPI                                                    | —         | 25,000          | 50,000           | —                 | 출하량    |
| 뉴질랜드                              | 뉴질랜드 음반 산업 협회 (RIANZ)                         | —         | 7,500           | 15,000           | —                 | 출하량    |
| 노르웨이[I]                           | 국제음반산업협회 – 노르웨이 2007년 이후 기준            | —         | 15,000          | 30,000           | —                 | 판매량    |
| 파라과이                              | 국제음반산업협회 – 파라과이                             | —         | 5,000           | 10,000           | —                 |           |
| 페루                                  | 국제음반산업협회 – 페루                                 | —         | 3,000           | 6,000            | —                 |           |
| 필리핀                                | 필리핀 음반 산업 협회(PARI)                             | —         | 7,500           | 15,000           | 150,000           | 판매량    |
| 폴란드[I][IX]                         | 폴란드 축음기 협회 (ZPAV) 2005년 이후 기준              | —         | 15,000 (10,000) | 30,000 (20,000)  | 150,000 (100,000) | 판매량    |
| 포르투갈                              | 포르투갈 음반 협회 (AFP)                                | —         | 10,000          | 20,000           | —                 |           |
| 러시아                                | 전국 축음기 제작 협회 (NFPF) 2010년 이후 기준           | —         | 25,000 (5,000)  | 50,000 (10,000)  | 100,000 (30,000)  | 판매량    |
| 싱가포르                              | 싱가포르 음악 산업 협회 (RIAS)                          | —         | 5,000           | 10,000           | —                 | 판매량    |
| 슬로바키아                            | 국제음반산업협회 – 슬로바키아                           | —         | 3,000 (1,000)   | 6,000 (2,000)    | —                 |           |
| 슬로베니아                            | 국제음반산업협회 – 슬로베니아                           | —         | 5,000           | 10,000           | 25,000            | —         |
| 남아프리카 공화국                     | 남아프리카 공화국 음반 산업 협회(RiSA)                  | —         | 20,000          | 40,000           | —                 | 출하량    |
| 스페인                                | 스페인 음반 제작 협회 (PROMUSICAE)                      | —         | 20,000          | 40,000           | —                 | 출하량    |
| 스웨덴[X][I]                          | 국제음반산업협회 – 스웨덴 2006년 11월 이후 기준         | —         | 20,000          | 40,000           | —                 | 출하량    |
| 스위스                                | 국제음반산업협회 – 스위스 2006년 이후 기준              | —         | 15,000          | 30,000           | —                 |           |
| 타이완                                | 타이완 음반 산업 협회 (RIT) 2009년 1월 이후 기준        | —         | 15,000 (5,000)  | 30,000 (10,000)  | —                 | 판매량    |
| 타이                                  | 타이엔터테인먼트콘텐츠동업조합(TECA)                    | —         | 10,000 (5,000)  | 20,000 (10,000)  | —                 | 판매량    |
| 터키                                  | 터키축음산업협회 (Mü-YAP)                               | —         | 100,000 (5,000) | 200,000 (10,000) | 300,000 (20,000)  | 판매량    |
| 우크라이나                            | 국제음반산업협회 – 우크라이나                           | —         | 50,000 (25,000) | 100,000 (50,000) | 500,000 (100,000) |           |
| 영국[XII][I]                          | 영국음반산업협회 (BPI)                                  | 60,000    | 100,000         | 300,000          | —                 | 출하량    |
| 미국[I]                               | 미국 음반 산업 협회 (RIAA)                              | —         | 500,000         | 1,000,000        | 10,000,000        | 출하량    |
| 우루과이                              | 우루과이 음반 협회(CUD)                                 | —         | 2,000           | 4,000            | —                 |           |
| 베네수엘라                            | 베네수엘라 음반 산업 협회 (APFV)                        | —         | 5,000           | 10,000           |                   |           |
| 국제/ 다국적 단체                     |                                                         |           |                 |                  |                   |           |
| 유럽[XIII]                            | 국제음반산업협회                                        | —         | —               | 1,000,000        | —                 | 판매량    |
| GCC[II]                               | 국제음반산업협회                                        | —         | 10,000 (3,000)  | 20,000 (6,000)   | —                 | 판매량    |
| 남아프리카 공화국 레소토[XI]          | 남아프리카 공화국 음반 협회 (RISA)                      | —         | 20,000          | 40,000           | —                 |           |
|                                       |                                                         | 실버      | 골드            | 플래티넘         | 다이아몬드        | 인증기반  |
| 인증기준                              |                                                         |           |                 |                  |                   |           |
| "—" 표시는 해당인증이 없는 것을 뜻함. |                                                         |           |                 |                  |                   |           |

^  I 오스트레일리아, 덴마크, 핀란드, 독일, 노르웨이, 폴란드, 스웨덴, 영국, 미국은 디지털 앨범 판매량도 포함한 수치이다.

^  II GCC 판매량은 바레인, 쿠웨이트, 오만, 카타르, 사우디아라비아, 아랍에미리트를 합친 수치이다.

^  III 현재 독일 인증 기준은 2003년 1월 1일 이후 발매된 앨범에 해당되는 기준으로, 1999년 9월 24일 이전 앨범들은 250,000(골드), 500,000(플래티넘)이다. 1999년 9월 25일부터 2002년 12월 31일까지는 150,000(골드), 300,000(플래티넘)이다. 또한 재즈 앨범은 10,000(골드), 20,000(플래티넘)이다.

^  IV 헝가리 판매량은 "팝" 앨범에만 해당하는 기준으로, 재즈, 스포큰 워드, 클래식, 월드 뮤직 앨범은 다음과 같은 인증을 한다: 1,500(골드) 3,000(플래티넘)

^  V 제시되어있는 인도 판매량 인증은 "힌디 영화"와 "국제" 앨범에만 해당되는 기준이다. 또한 기준은 여섯 개의 세부 부분으로 나눠 다음과 같이 인증한다: "힌디 영화" (100,000; 200,000); "리저널 영화" (50,000; 100,000); "리저널" (25,000, 50,000); "국가" (50,000; 100,000); "클래식" (15,000; 30,000); "국제" (4,000; 6,000).

^  VI 말레이시아 판매량 인증은 2009년 7월 1일 이후 기준으로, 10,000 (골드); 20,000(플래티넘) 인증을 한다. 디지털 판매량까지 합쳐 계산할때는 15,000 (골드); 30,000(플래티넘)으로 따지며, 디지털 판매량은 실제 판매량의 1/10으로 줄여서 계산한다(10 다운로드 = 1장).

^  VII 멕시코 판매량 인증은 피지컬 앨범 판매량을 참조한다. 디지털 판매 앨범의 경우 5,000 (골드); 10,000 (플래티넘)으로 인증한다. 2009년 7월 1일 이전에는 40,000 (골드); 80,000 (플래티넘); 400,000 (다이아몬드)이 기준이다. 또한 앨범 판매량인 인증을 더 자세하게 나타내기 위해 플래티넘과 골드 인증을 동시에 하기도하는데, 예를 들어 2×플래티넘+골드 인증같은 방식이다.

^  VIII 네덜란드 판매량은 "인기있는" 앨범에만 해당하는 기준이다. 재즈, 클래식, 월드 뮤직 앨범은 다음과 같은 인증을 적용한다: 10,000(골드) 20,000(플래티넘).

^  IX 폴란드 판매량은 "팝" 앨범에만 해당하는 기준이다. 재즈/클래식 앨범, 사운드트랙 앨범은 순서대로 골드, 플래티넘, 다이아몬드 순으로 인증한다: "재즈/클래식" (5,000; 10,000; 50,000), "사운드트랙" (10,000; 20,000; 100,000).

^  X 스웨덴 판매량은 "팝" 앨범에만 해당하는 기준이다. 재즈, 클래식, 포크 뮤직 앨범은 10,000(골드) 20,000(플래티넘) 인증을 적용한다.

^  XI 남아프리카 공화국 판매량은 2006년 8월 1일부터의 기준으로, 2006년 8월 1일 이전에 발매된 앨범에는 25,000(골드), 50,000(플래티넘) 인증을 적용했다.

^  XII 영국 음반 판매량 인증은 1979년부터 시작되었다. 1973년부터 1979까지는 앨범 판매 수익을 기준으로 인증했는데, 플래티넘 (£1,000,000), 골드 (1973년 4월부터 1974년 9월까지 £150,000, 1974년 9월부터 1977년 1월까지 £250,000, 1977년부터 1979년까지 £300,000), 실버 (1973년 4월부터 1975년 1월까지 £75,000, 1975년 1월부터 1977년 1월까지 £100,000, 1977년부터 1979년까지 £150,000).

^  XIII 다움 국가는 실제 판매량을 기반으로 인증하는 나라이다: 오스트리아, 벨기에, 불가리아, 체코, 덴마크, 핀란드, 프랑스, 독일, 그리스, 헝가리, 아이슬란드, 아일랜드, 이탈리아, 룩셈부르크, 네덜란드, 노르웨이, 폴란드, 포르투갈, 러시아, 세르비아, 슬로바키아, 스페인, 스웨덴, 스위스, 터키, 영국.

## 싱글
| 국가/ 지역                            | 인증 기관                                                 | 인증 기준 | 인증 기준       | 인증 기준        | 인증 기준  | 인증 기준 |
| 국가/ 지역                            | 인증 기관                                                 | 실버      | 골드            | 플래티넘         | 다이아몬드 | 기반      |
| ------------------------------------- | --------------------------------------------------------- | --------- | --------------- | ---------------- | ---------- | --------- |
| 오스트레일리아[XIII]                  | 오스트레일리아 음반 산업 협회 (ARIA)                      | —         | 35,000          | 70,000           | —          | 출하량    |
| 오스트리아                            | 국제음반산업협회– 오스트리아                              | —         | 15,000          | 30,000           | —          |           |
| 벨기에                                | 벨기에 엔터테인먼트 협회(BEA)                             | —         | 10,000 (15,000) | 20,000 (30,000)  | —          | 판매량    |
| 캐나다                                | 뮤직 캐나다                                               | —         | 5,000           | 10,000           | 100,000    | 출하량    |
| 체코 공화국                           | 국제음반산업협회 – 체코 공화국                            | —         | 1,000           | 2,000            | —          |           |
| 덴마크[XI]                            | IFPI 덴마크 2009년 4월 1일 이후 기준                      | —         | 15,000          | 30,000           | —          | 출하량    |
| 핀란드[XI]                            | Musiikkituottajat – IFPI 핀란드 1994년 11월 1일 이후 기준 | —         | 5,000           | 10,000           | —          | 판매량    |
| 프랑스                                | 프랑스 음반 협회 (SNEP) 2009년 7월 1일 이후 기준          | —         | 150,000         | 250,000          | 400,000    | 판매량    |
| 독일[XIII][XIV]                       | 독일음악산업협회 (BVMI)                                   | —         | 150,000         | 300,000          | —          | 출하량    |
| 그리스                                | IFPI 그리스                                               | —         | 3,000           | 6,000            | —          | 출하량    |
| 홍콩                                  | 국제음반산업협회 – 홍콩                                   | —         | 15,000 (7,500)  | 30,000 (15,000)  | —          | 판매량    |
| 헝가리                                | 헝가리음반산업협회 (MAHASZ) 2010년 1월 1일 이후 기준      | —         | 1,500           | 3,000            | —          |           |
| 아일랜드[XIII]                        | 아일랜드 음악 산업 협회 (IRMA)                            | —         | 7,500           | 15,000           | —          |           |
| 이탈리아[XIII]                        | 이탈리아 음반 산업 협회 (FIMI) 2010년 7월 1일 이후 기준   | —         | 15,000          | 30,000           | —          |           |
| 일본                                  | 일본 레코드 협회 (RIAJ)                                   | —         | 100,000         | 250,000          | 1,000,000  | 출하량    |
| 말레이시아[XV]                        | 말레이시아 레코드 협회 (RIM) 2009년 7월 1일 이후 기준     | —         | 7,500           | 15,000           | —          | 판매량    |
| 네덜란드                              | NVPI                                                      | —         | 10,000          | 20,000           | —          | 출하량    |
| 뉴질랜드[XIII]                        | 뉴질랜드 음반 산업 협회 (RIANZ)                           | —         | 7,500           | 15,000           | —          | 판매량    |
| 노르웨이[XIII]                        | 국제음반산업협회 – 노르웨이 2007년 이후 기준              | —         | 5,000           | 10,000           | —          | 판매량    |
| 필리핀                                | 필리핀 음반 산업 협회 (PARI) 2012년 1월 이후 기준         | —         | 75,000          | 150,000          | —          | 판매량    |
| 폴란드                                | 폴란드 축음기 협회 (ZPAV)                                 | —         | 15,000          | 30,000           | 150,000    | 판매량    |
| 포르투갈                              | 포르투갈 음반 협회 (AFP)                                  | —         | 10,000          | 20,000           | —          |           |
| 싱가포르                              | 싱가포르 음반 산업 협회 (RIAS)                            | —         | 5,000           | 10,000           | —          | 판매량    |
| 스페인                                | 스페인 음반 제작 협회 (PROMUSICAE)                        | —         | 20,000          | 40,000           | —          | 판매량    |
| 스웨덴[XIII]                          | 국제음반산업협회 – 스웨덴 2010년 1월 이후 기준            | —         | 20,000          | 40,000           | —          | 출하량    |
| 스위스                                | 국제음반산업협회 – 스위스                                 | —         | 15,000          | 30,000           | —          |           |
| 타이완                                | 타이완 음반 산업 협회 (RIT) 2009년 1월 1일 이후 기준      | —         | 5,000           | 10,000           | —          | 판매량    |
| 타이                                  | 타이엔터테인먼트콘텐츠동업조합(TECA)                      | —         | 50,000 (20,000) | 100,000 (40,000) | —          | 판매량    |
| 영국[XIII]                            | 영국음반산업협회 (BPI)                                    | 200,000   | 400,000         | 600,000          | —          | 출하량    |
| 미국                                  | 미국 음반 산업 협회 (RIAA)                                | —         | 500,000         | 1,000,000        | —          | 출하량    |
| 국제/ 다국적 단체                     |                                                           |           |                 |                  |            |           |
| 남아프리카 공화국 레소토              | 남아프리카 공화국 음반 협회 (RISA)                        | —         | 10,000          | 25,000           | —          |           |
|                                       |                                                           | 실버      | 골드            | 플래티넘         | 다이아몬드 | 기반      |
| 인증기준                              |                                                           |           |                 |                  |            |           |
| "—" 표시는 해당인증이 없는 것을 뜻함. |                                                           |           |                 |                  |            |           |

^  XIII 오스트레일리아, 덴마크, 핀란드, 독일, 아일랜드, 이탈리아, 뉴질랜드, 노르웨이, 스웨덴, 영국은 디지털 다운로드를 포함해 인증함.

^  XIV 명시되어 있는 인증값은 2003년 1월 1일 이후 발매된 싱글부터 해당되는 기준이다. 그 전 싱글은 250,000 (골드); 500,000 (플래티넘)으로 인증. 또한 재즈 싱글은 10,000 (골드); 20,000 (플래티넘)으로 인증한다.

^  XV 말레이시아는 피지컬 싱글 판매량으로만 인증하며, 디지털 판매량까지 합쳐 계산할때는 15,000 (골드); 30,000 (플래티넘)으로 인증한다. 디지털 판매량은 실제 판매량의 1/10으로 줄여서 계산한다(10 다운로드 = 1장).

### 디지털 다운로드 싱글
| 국가/ 지역  | 인증 기관                                                         | 인증 기준                             | 인증 기준        | 인증 기준         | 인증 기준 | 인증 기준 |
| 국가/ 지역  | 인증 기관                                                         | 실버                                  | 골드             | 플래티넘          | 기반      |           |
| ----------- | ----------------------------------------------------------------- | ------------------------------------- | ---------------- | ----------------- | --------- | --------- |
| 아르헨티나  | 아르헨티나 음반 비디오그램 제작 협회 (CAPIF) 2010년 2월 이후 기준 | 10,000                                | 20,000           | —                 |           |           |
| 브라질      | 브라질 음반 산업 협회 (ABPD)                                      | 50,000 (30,000)                       | 100,000 (60,000) | 500,000 (250,000) | 판매량    |           |
| 캐나다      | 뮤직 캐나다 2010년 10월 이후 기준                                 | 40,000                                | 80,000           | 800,000           |           |           |
| 칠레        | 국제음반산업협회 – 칠레 2010년 9월 이후 기준                      | 5,000                                 | 10,000           | —                 |           |           |
| 이집트      | 국제음반산업협회 – 이집트                                         | 20,000                                | 40,000           | —                 |           |           |
| 일본[XVIII] | 일본 레코드 협회 (RIAJ)                                           | 100,000                               | 250,000          | 1,000,000 [XIX]   |           |           |
| 말레이시아  | 말레이시아 레코드 협회 (RIM) 2009년 7월 1일 이후 기준             | 75,000                                | 150,000          | —                 | 판매량    |           |
| 멕시코      | 멕시코축음제작협회 (AMPROFON) 2011년 9월 1일 이후 기준            | 40,000                                | 80,000           | 400,000           |           |           |
| 러시아      | 전국 축음기 제작 협회 (NFPF)                                      | 50,000                                | 100,000          | —                 |           |           |
| 스페인      | 스페인 음반 제작 협회 (PROMUSICAE)                                | 20,000                                | 40,000           | —                 |           |           |
| 미국        | 미국 음반 산업 협회 (RIAA)                                        | 500,000                               | 1,000,000        | 10,000,000        |           |           |
| 베네수엘라  | 베네수엘라 음반 산업 협회 (APFV) 2013년 1월 이후 기준             | 100,000                               | 500,000          |                   |           |           |
|             |                                                                   | "—" 표시는 해당인증이 없는 것을 뜻함. |                  |                   |           |           |

^  XVIII 일본 인증은 컴퓨터 다운로드와 벨소리도 참조한다.

^  XIX 일본 피지컬과 디지털 다운로드가 1,000,000만 장이 팔렸을 때 "다이아몬드"라 하지 않고 "밀리언"이라고 칭한다.

## 같이 보기
- 가장 많이 팔린 음반 목록
- 유튜브 크리에이터 어워즈